# Amadeu Antonio (Film)
Amadeu Antonio ist ein deutscher Dokumentarfilm von Thomas Balzer aus dem Jahr 1992. Die etwa 55-minütige Produktion wurde für die Reihe Das kleine Fernsehspiel des ZDF realisiert. Sie behandelt den rassistisch motivierten Angriff auf den angolanischen Vertragsarbeiter Amadeu Antonio in Eberswalde (Brandenburg) im Jahr 1990 und beleuchtet den gesellschaftlichen Umgang mit rechtsextremer Gewalt in den neuen Bundesländern nach der Wiedervereinigung.

## Hintergrund und Produktion
Amadeu Antonio war eines der ersten Todesopfer rassistisch motivierter Gewalt nach der Wiedervereinigung. In der Nacht vom 24. auf den 25. November 1990 wurde er in Eberswalde von einer Gruppe rechtsextremer Jugendlicher angegriffen und elf Tage später für hirntot erklärt.
Der Film entstand Anfang 1992 im Auftrag der Redaktion Das kleine Fernsehspiel des ZDF unter der redaktionellen Leitung von Sibylle Hubatschek-Rahn.  Bei der Produktion kam es zu erheblichen Schwierigkeiten: Mehrere Interviewpartner traten aus Angst vor Repressalien zurück oder verlangten Anonymisierung ihrer Aussagen.

## Inhalt
Die Dokumentation zeichnet die Ereignisse des Angriffs und dessen Folgen nach. Neben der Biografie Amadeu Antonios und dem Schicksal seiner Familie beleuchtet der Film das gesellschaftliche Klima in Eberswalde. Interviews mit Bürgern, Beamten und lokalen Funktionären zeigen die weit verbreitete Verdrängung rechter Gewalt und den Mangel an Zivilcourage in Teilen der Bevölkerung.
Im Mittelpunkt stehen weniger die Täter als die strukturellen und gesellschaftlichen Rahmenbedingungen, die die Tat ermöglichten. Besonders hervorgehoben wird das Schicksal der Partnerin von Amadeu Antonio, die nach wiederholten Drohungen die Stadt mit dem neugeborenen Sohn verlassen musste.

## Veröffentlichung und Rezeption
Amadeu Antonio wurde am 24. November 1992 im Spätprogramm des ZDF ausgestrahlt – auf den Tag genau zwei Jahre nach dem Anschlag. Zuvor war der Film beim 9. Kasseler Dokumentarfilm- und Videofest uraufgeführt worden. Im Februar 1993 wurde er im Rahmen der Sektion Forum auf der Berlinale gezeigt.
Die Presse lobte insbesondere die sachliche Darstellung und die kritische Haltung gegenüber dem gesellschaftlichen Umfeld der Tat. Die Frankfurter Rundschau betonte, der Film zeige „ein erschreckend authentisches Bild“ eines alltäglichen Rassismus und stelle „wichtige Fragen nach Verantwortung und öffentlichem Schweigen“.
Die Amadeu Antonio Stiftung nennt die Dokumentation bis heute einen wichtigen Beitrag zur filmischen Aufarbeitung rechter Gewalt in Ostdeutschland.

## Bedeutung
Der Film gilt als eine der frühesten TV-Dokumentationen, die sich mit der rechtsextremen Gewaltwelle im wiedervereinigten Deutschland auseinandersetzten. Mit seinem Fokus auf das Umfeld der Tat und die Perspektive der Opfer leistete er einen nachhaltigen Beitrag zur gesellschaftlichen Auseinandersetzung mit Rassismus in Ostdeutschland. Auch filmhistorisch wird Amadeu Antonio als frühes Beispiel für dokumentarisches Engagement gegen Fremdenfeindlichkeit in Deutschland bewertet.